# Arrigo Benussi
Arrigo Benussi (Monfalcone, 15 giugno 1921 – Monfalcone, 17 gennaio 2013) è stato un calciatore italiano, di ruolo portiere.

## Carriera
Giocò in Serie A con Triestina e Venezia.